# Хилдерс
Хилдерс (њем. Hilders) општина је у њемачкој савезној држави Хесен. Једно је од 23 општинска средишта округа Фулда. Према процјени из 2010. у општини је живјело 4.801 становника. Посједује регионалну шифру (AGS) 6631012.

## Географски и демографски подаци
Хилдерс се налази у савезној држави Хесен у округу Фулда. Општина се налази на надморској висини од 518 метара. Површина општине износи 70,4 km². У самом мјесту је, према процјени из 2010. године, живјело 4.801 становника. Просјечна густина становништва износи 68 становника/km².

## Међународна сарадња
| Мјесто  | Држава  | Врста сарадње | Од    |
| ------- | ------- | ------------- | ----- |
| Кахтерн | Белгија | партнерство   | 1974. |
| Извор   |         |               |       |